# 陳民情
陳民情（？—？），字含赜，號春台，辽东都司官籍，江西抚州府临川县人。明朝政治人物。

## 生平
萬曆四十三年（1615年）乙卯科順天府鄉試舉人，天啓二年（1622年）壬戌科進士。授武清县知县，三年调遵化县，六年擢兵部职方司主事，本年管理山海关，七年升员外郎，崇祯元年（1528年）升郎中，二年升陕西副使，四年考察，八年京察。